# Xilém
Az edényes növényekben a xilém vagy farész a két szállítószövet egyike – a floém vagy háncsrész a másik. A xilém szó a görög ξυλον (xylon) szóból származik, ami fát jelent; és valóban, a faanyagot másodlagos xilém alkotja, bár a xilém nem csak a növény fás részeiben található meg. Fő feladata a víz szállítása a növényben, de egyéb tápanyagokat is szállít. A farész szállítóelemei többnyire elpusztult sejtekből állnak.

## A xilém fiziológiája
A xilém feladata a víz és a vízoldékony ásványi anyagok transzportja a gyökerektől a növény többi részéhez, a párologtatás (transzspiráció) és fotoszintézis során elvesztett víz pótlása.
A xilémnedv legnagyobbrészt vízből és ásványi anyagokból áll, de szerves anyagokat, pl. hormonokat is tartalmaz. A nedv transzportját nem a kifejlett állapotukban elhalt anyagból álló vízszállító sejtek/csövek energiája biztosítja, hanem a következő két jelenség:
- a párologtatásból eredő ozmotikus szívóerő: a xilémnedv mozgásának legfontosabb hajtóereje a víz párolgása a mezofill sejtek felületéről a légkörbe. A párologtatás hatására a mezofill sejtek falán milliónyi apró meniszkusz (a kapilláris folyadékoszlop görbült felszínei) jelenik meg. Ezek felületi feszültsége negatív nyomást vagy húzóerőt gyakorol a xilémre, ami felhúzza a vizet a gyökerekből és a talajból.
- gyökérnyomás: ha a gyökérsejtek vízpotenciálja negatívabb a talajénál (pontosabban a talajoldaténál), általában az oldott anyag magas koncentrációja miatt, a víz ozmózissal beléphet a talajból a gyökérbe. Ez pozitív nyomást hoz létre, ami a xilémnedvet a levelek felé mozgatja. Egyes esetekben a nedv a levelekből hidatódákon (víznyílásokon) keresztül távozik, ezt a folyamatot guttációnak nevezik. A gyökérnyomás reggel a legmagasabb, mielőtt a gázcserenyílások kinyílnak és a párologtatás megkezdődne. Különböző növényfajok gyökérnyomása eltérő lehet még hasonló körülmények között is; igen nagy az eltérés pl. a parti szőlő (Vitis riparia) 145 kPa-os és a keleti fafojtó (Celastrus orbiculatus) 0 kPa körüli gyökérnyomása között.[1]

## A xilém anatómiája
A xilém a következő helyeken található meg:
- a lágyszárúakban, illetve a fásszárúak nem fás részeiben lévő edénynyalábokban
- a fásszárúakban egy merisztéma, a vaszkuláris kambium által lefektetett másodlagos xilémben
- sok harasztnál nincsenek edények, itt a sztélében (középponti hengerben) található a xilém.

A másodlagos vastagodás átmeneti állapotaiban az első két kategória nem zárja kölcsönösen ki egymást, bár általában az edénynyalábokban csak elsődleges xilém található.
A xilémben található legjellemzőbb sejtek a tracheidák (vízszállító sejtek) és tracheák (vízszállító csövek). A xilém azonban egy komplex szövet, többfajta sejt is megtalálható benne, pl. parenchimák is.
A xilém elágazódásának törvényszerűségeit Murray törvénye írja le.

## Elsődleges és másodlagos xilém
Az elsődleges xilém az a xilém, ami az elsődleges vastagodás során a prokambiumból alakul ki. Protoxilém és metaxilém alkotja. A metaxilém a protoxilém után, de a másodlagos xilém előtt fejlődik ki; felismerhető a szélesebb edényekről és tracheidákról. A xilém lehet endarch (a protoxilém centrális, belső helyzetű) vagy exarch (a protoxilém periferiális, külső helyzetű).
A másodlagos xilém az a xilém, ami a másodlagos vastagodás során a vaszkuláris kambiumból alakul ki.
Bár másodlagos xilémet találunk a „nyitvatermő” csoportok közül a gnétumoknél és a páfrányfenyőknél, kisebb mértékben a cikászoknál is, a másodlagos xilém a következő két főbb csoportban fordul elő:
1. Toboztermők (Coniferae): kb. 600 fajjal. Mindegyiknél van másodlagos xilém, aminek struktúrája a csoporton belül alig tér el. A toboztermők jórészt magasra növő fák: ezen fenyők másodlagos xilémét nevezik a piacon puhafának.
2. Zárvatermők (Angiospermae): kb. negyedmillió – négyszázezer fajjal. A csoporton belül az egyszikűeknél gyakorlatilag nem találunk másodlagos xilémet. A többi zárvatermőnél a másodlagos xilém vagy jelen van, vagy nincs; akár fajon belül is eltérhetnek egymástól az egyedek, a környezeti körülményektől függően. A rendszertani csoport méretét tekintve nehéz általános érvényű megállapításokat tenni a zárvatermő xilém szerkezetére nézve. A nem egyszikű zárvatermők egy része fa, ezek másodlagos xilémét nevezik a piacon keményfának.

## A xilém evolúciója

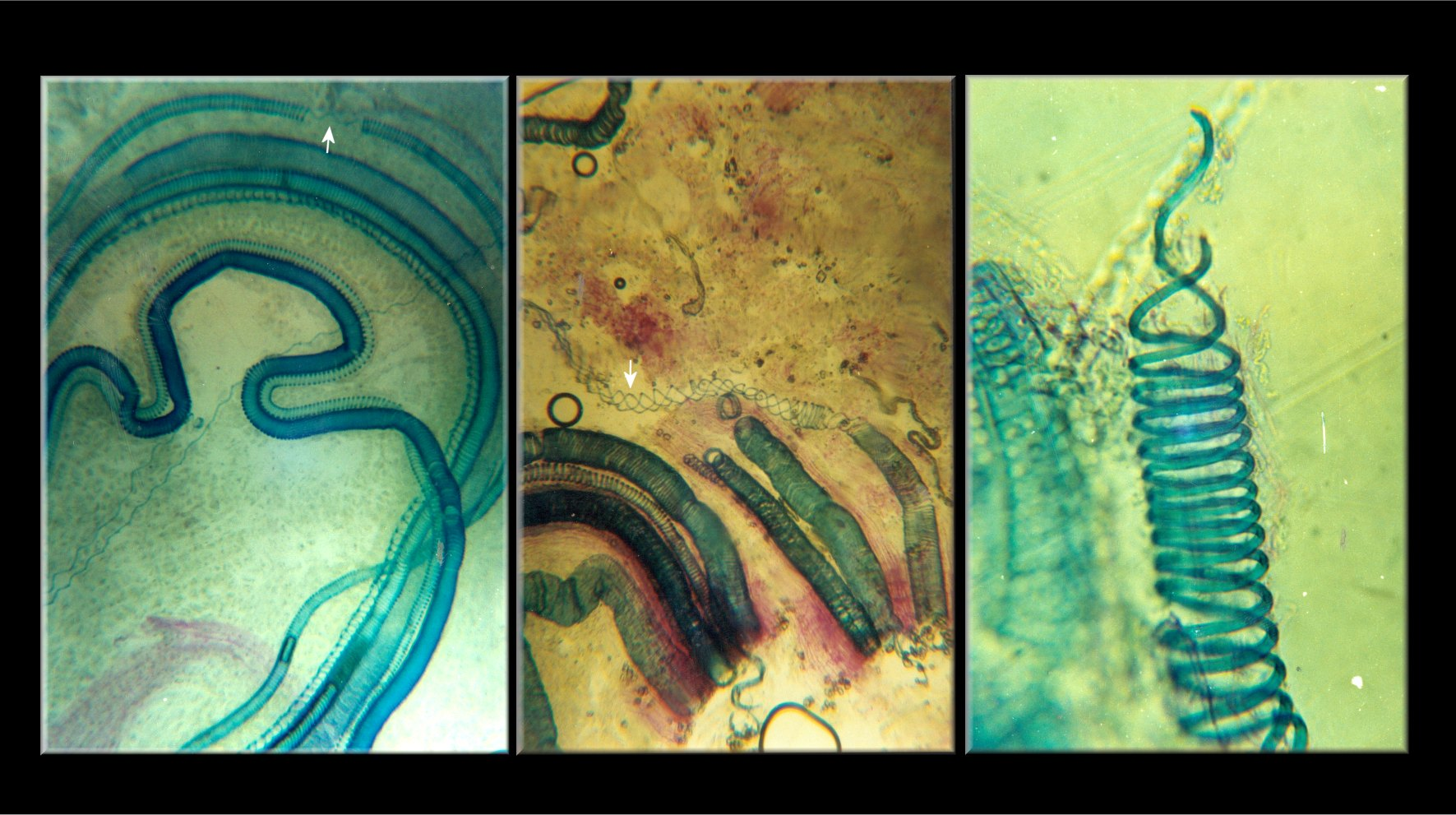
Fügefa (Ficus alba) hajtásának xilém-elemei: összetörve, sósavba áztatva, tárgylemezek között.

A xilém korán megjelent a szárazföldi növényi élet története során. Anatómiailag ép xilémmel rendelkező növényi maradványokat már a szilurból (több mint 400 millió évvel ezelőttről) ismerünk, különálló xilémsejtekre hasonlító részfosszíliákat pedig még korábbról, ordovícium korabeli kőzetekből. A legkorábbi, valóban felismerhető xilémmaradvány vízszállító sejtekből, tracheidákból áll, melyek sejtfalát egy spirális-gyűrűs extra réteg erősítette meg. Ez az egyetlen xilémfajta, amit a legkorábbi edényes növényeknél megtaláltak, és ez a fajta vízszállító sejt található meg a mai növények elsőként kialakuló protoxilémjében is. Konvergens evolúció útján később több növénycsoportban kialakultak az üreges tracheidasejtek. A ma élő növényekben az üreges tracheidák a metaxilém kifejlődésével jelennek csak meg (a protoxilém megjelenése után).
A legtöbb növényben az üreges tracheidák a fő szállítósejtek. A másik fajta vízszállító elem a vízszállító cső (trachea). Ez úgy alakul ki, hogy a tág üregű sejtek (tracheaelemek) elválasztó falai perforálódnak vagy felszívódnak; ezért a tracheában a víz úgy képes áramlani, mint egy csőben, hiszen a sejtmembránok közötti diffúzió nem lassítja a haladását. A xilém vízszállító csöveinek jelenlétét a zárvatermők evolúciós sikerét előidéző nagyobb újítások közé sorolják. A tracheaelemek azonban nem kizárólag a zárvatermőknél fordulnak elő, és a zárvatermők egyes alapi helyzetű leszármazási vonalaiból hiányoznak (pl. Amborellaceae, Tetracentraceae, Trochodendraceae és Winteraceae), másodlagos xilémjük Arthur Cronquist leírása szerint „ősi, szállítócsőmentes”.  Cronquist a Gnetum vízszállító csöveit a zárvatermőkével konvergensnek találta. Nem teljes körűen elfogadott, hogy az alapi helyzetű zárvatermők tracheaelemeinek a hiánya ősi jelleg lenne; az alternatív hipotézis szerint ezek először a zárvatermők közös elődjében jelentek meg, majd később egyes leszármazási ágakban elvesztek.

## Lásd még
- Floém
- Másodlagos növekedés
- Edénynyaláb
- Nyalábkambium
- Tilózis

## Fordítás
- Ez a szócikk részben vagy egészben a Xylem című angol Wikipédia-szócikk ezen változatának fordításán alapul.  Az eredeti cikk szerkesztőit annak laptörténete sorolja fel. Ez a jelzés csupán a megfogalmazás eredetét és a szerzői jogokat jelzi, nem szolgál a cikkben szereplő információk forrásmegjelöléseként.